# تسوكاسا فوشيمي
تسوكاسا فوشيمي (باليابانية: 伏見 つかさ) (1981 في اليابان)؛ روائي ياباني.

## روابط خارجية
- تسوكاسا فوشيمي على موقع IMDb (الإنجليزية)
- تسوكاسا فوشيمي على موقع قاعدة بيانات الفيلم (الإنجليزية)
- تسوكاسا فوشيمي على موقع ANN person (الإنجليزية)